# Ngoại tình
Ngoại tình (tiếng Anh: Adultery) là từ ngữ dùng để đề cập đến việc một người đã kết hôn có tình cảm như vợ chồng với người khác không phải là người vợ chồng chính thức của họ. Từ một góc độ khác, từ này cũng áp dụng cho một người độc thân có quan hệ tình dục với một người đã kết hôn. Việc ngoại tình thường được liên hệ với các cá nhân có ham muốn tình dục nhiều hơn người bạn đời của họ. Mặc dù các hoạt động tình dục cấu thành việc ngoại tình khác nhau, cũng như các hậu quả xã hội, tôn giáo và pháp lý song khái niệm này vẫn còn tồn tại trong nhiều nền văn hóa và tương tự trong các tôn giáo như Cơ đốc giáo, Do Thái giáo và Hồi giáo.
Khi việc ngoại tình vi phạm chuẩn mực xã hội, nó có thể bị gọi là gian dâm, thông gian, không chung thủy, hay có bồ bịch. Các thuật từ này có thể hàm ý các hậu quả luân lý trong luật dân sự hoặc tôn giáo.Ngoại tình được nhiều cơ quan tài phán coi là xúc phạm đạo đức công cộng, phá hoại mối quan hệ hôn nhân.

## Tổng quát
Trong lịch sử, nhiều nền văn hóa coi  việc ngoại tình là một tội lỗi rất nghiêm trọng, một số người phải chịu hình phạt nghiêm khắc, thường là đối với phụ nữ và đôi khi đối với đàn ông với các hình phạt bao gồm tử hình, cắt xẻo hoặc tra tấn. Những hình phạt như vậy dần dần trở nên không thiện cảm, đặc biệt là ở các nước phương Tây từ thế kỷ 19. Ở những quốc gia mà ngoại tình vẫn là một tội hình sự, các hình phạt từ phạt tiền đến phạt tù và thậm chí tử hình. Kể từ thế kỷ 20, luật hình sự chống ngoại tình đã trở nên gây tranh cãi, với hầu hết các nước phương Tây đều coi thường tội ngoại tình. Ngoại tình hầu như luôn là cơ sở để ly hôn và có thể là một yếu tố trong việc giải quyết tài sản, quyền nuôi con, từ chối cấp dưỡng, v.v. .,

## Tên gọi
Ngoại tình đôi khi chỉ nói về quan hệ tình yêu nói chung, từ cấp độ thấp nhất là có tình cảm với nhau. Trong một số trường hợp, khi hai người có quan hệ ngoài hôn nhân có quan hệ tình dục cũng được gọi là "ngoại tình" mà không dùng từ "thông gian" hay "thông dâm" để khái quát và giảm nhẹ mức độ mô tả.

## Hậu quả xã hội
Ngoại tình có thể dẫn tới những hậu quả xã hội sau:
- Làm tan vỡ hạnh phúc gia đình do mối quan hệ bị tác động mạnh nhất là vợ-chồng (vợ đánh ghen chồng và ngược lại), tiếp đến là quan hệ giữa cha-con và mẹ-con (con căm ghét cha/mẹ hoặc bắt chước cha/mẹ trong tương lai). Hạnh phúc sẽ được hàn gắn trở lại nếu người ngoại tình thực sự muốn tiếp tục gắn bó với người kia, đồng thời người kia bỏ qua lỗi lầm cho người ngoại tình và bản thân người ngoại tình cũng đã cảm thấy hối hận, hứa sẽ không tái phạm để giữ vững hạnh phúc gia đình hiện có và sau này.
- Dẫn đến những vụ ly hôn. Sự không chung thủy của vợ/chồng hoặc cả hai vợ chồng chính là nguyên nhân dẫn đến việc cả hai tiến tới ly hôn.
- Có không ít trường hợp, những người sau khi đi ngoại tình rồi thì lại quyết định ly hôn với vợ/chồng hiện tại để tái hôn với người tình mới, lập gia đình mới.
- Đi ngoại tình còn có thể dẫn đến việc những đứa con ngoài giá thú được sinh ra. Những người con này về sau luôn bị mang tiếng xấu chỉ vì là "kết quả của mối tình vụng trộm giữa cha/mẹ và bồ mới của họ"[11][12][13]

## Quan niệm
Tại các nước, ngoại tình thường là hành vi bị lên án. Pháp luật các nước có mức xử phạt khác nhau với hành vi này, có những nước chỉ cảnh cáo hoặc phạt tiền, có những nước phạt hình sự (ngồi tù), thậm chí một số nước có án tử hình với tội này.
Ở Việt Nam, nhìn chung, ngoại tình vẫn đang là vấn đề bị lên án ở xã hội hiện nay nhưng một số đàn ông Việt Nam cho đó là bình thường, bởi với họ chuyện ngoài luồng thường là để giải tỏa cảm xúc chứ ít khi là tình yêu. Theo một kết quả nghiên cứu về tình dục của nam giới Việt Nam do Viện Nghiên cứu phát triển xã hội (ISDS) được thực hiện với 5.300 người (trong đó 2.400 nam và 2.900 nữ) trong độ tuổi từ 18- 65 tại 11 tỉnh, thành phố trên toàn quốc cho thấy số bạn tình được một người đàn ông tiết lộ ở con số kỷ lục là trên 200 người.